# Svolazzo

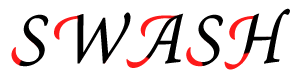
Gli svolazzi sono segnati in rosso.

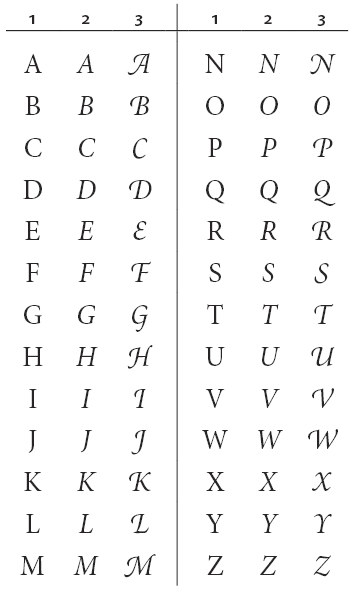
Minion Pro in maiuscolo in stile regolare (1), corsivo (2) e ornato (3).

Uno svolazzo è un ornamento tipografico di un glifo, simile ad una grazia particolarmente pronunciata.
I caratteri maiuscoli con svolazzi che si estendono sulla sinistra, come quelli presenti negli esempi che si trovano in questa pagina, sono particolarmente usati all'inizio di una frase. Spesso presentano influenze calligrafiche. Ci sono anche caratteri minuscoli con svolazzi. Quando questi si estendono a sinistra sono usati ad inizio parola, quando si trovano sulla destra i caratteri vengono impiegati in finale di parola. I caratteri con svolazzi venivano usati nella composizione tipografica tradizionale nei tempi passati per ragioni stilistiche e di ordine pratico, per agevolare la giustificazione delle righe di testo ("giustificazione (tipografia)").